# Gomené
Gomené (bretonisch: Gouvene) ist eine französische Gemeinde mit 549 Einwohnern (Stand 1. Januar 2022) im Département Côtes-d’Armor in der Region Bretagne. Sie gehört zum Arrondissement Saint-Brieuc und zum Kanton Broons. Die Bewohner nennen sich Gomenéens/Gomenéennes.

## Geografie
Gomené liegt etwa 43 Kilometer südöstlich von Saint-Brieuc und rund 60 Kilometer westnordwestlich von Rennes im Süden des Départements Côtes-d’Armor.

## Geschichte
Der etwa sechs Meter hohe Menhir de la Pellionaie aus der Jungsteinzeit, die Megalithanlagen von Gomené und Reste aus der gallo-römischen Zeit belegen eine frühe menschliche Besiedlung. 
Die erste namentliche Erwähnung von Gomené als Gomene erfolgte im Jahr 1256.
Im Oktober 1817 kam es zu einem Gebietsaustausch mit der Gemeinde Ménéac im Département Morbihan. 
Am 15. Juni 1944 wurden als Warnung an die Résistance zwei junge Männer (17 und 18 Jahre alt) auf dem Dorfplatz von der Wehrmacht hingerichtet. 
Die Gemeinde gehörte von 1793 bis 1801 zum District Broons. Von 1801 bis 1926 war Gomené dem Arrondissement Loudéac zugeteilt, seit 1926 ist die Gemeinde Teil des Arrondissements Dinan.

## Bevölkerungsentwicklung
| Jahr                       | 1962 | 1968 | 1975 | 1982 | 1990 | 1999 | 2006 | 2012 | 2019 |
| Einwohner                  | 841  | 718  | 647  | 596  | 535  | 539  | 585  | 561  | 544  |
| Quellen: Cassini und INSEE |      |      |      |      |      |      |      |      |      |

Die zunehmende Mechanisierung der Landwirtschaft und die hohe Anzahl Gefallener des Ersten Weltkriegs führten zu einem Absinken der Einwohnerzahlen bis auf die Tiefststände in neuerer Zeit.

## Sehenswürdigkeiten
- Schloss Château de la Hersonnière aus dem 19. Jahrhundert
- Kirche Notre-Dame (erbaut 1857–1863)
- Kapelle Saint-Gwenaël (erbaut 1875)
- Kapelle Sainte-Anne (erbaut 1876)
- zahlreiche Kreuze und Wegkreuze, die Ältesten aus dem Hochmittelalter
- die Herrenhäuser Manoir des Aulnays (auch als Schloss bezeichnet; 14.–17. Jahrhundert) und Manoir de Roquetton
- das ehemalige Pfarrhaus
- alte Häuser und Bauerngüter in La Ville-Haye (18. Jahrhundert), La Ville-ès-Pies (1739) und La Hingandière
- Brunnen in Les Aulnays und Brunnen Sainte-Anne in Roquetton (erbaut 1876)
- sechs Wasser- und Windmühlen in La Courbe, Aulnais, d’A-haut, Tertre-Gloret, Roquetton und Couëlan
- Denkmal für die Gefallenen[1]
- Menhir von La Pellionnaie/Pellionaie
- Allée couverte (Galeriegrab) in La Ville-Menot
- Granitblock in Les Aulnays mit einer altbretonischen Inschrift aus dem 6. Jahrhundert
- rechteckiger Taubenschlag aus dem 19. Jahrhundert

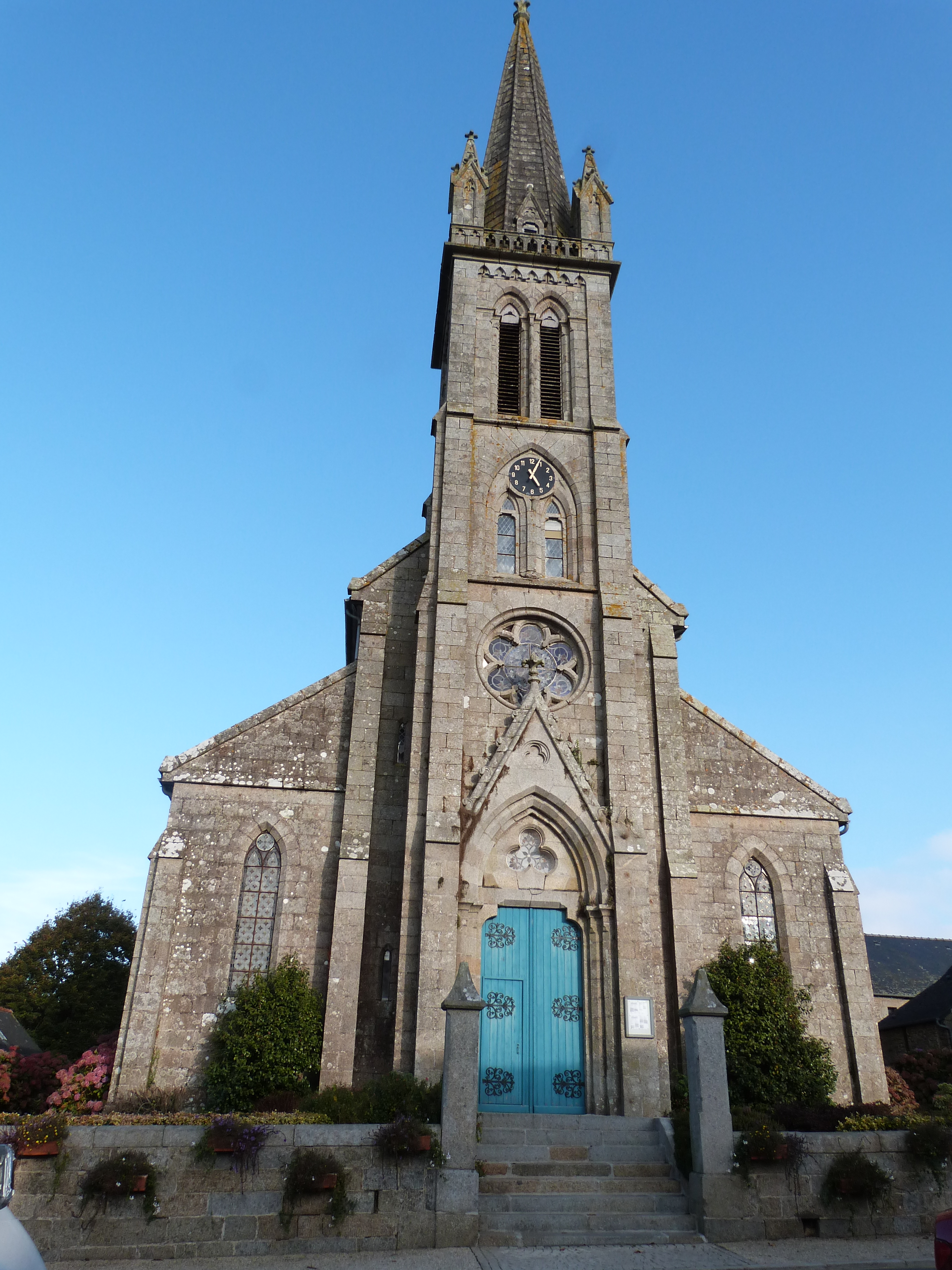
Kirche Notre-Dame

Quelle: